# Изследване на Уран
Изследването на Уран е осъществено единствено чрез сондата Вояджър 2, като няма планирани други посещения от космически апарати. Най-близко до планетата Вояджър 2 се доближава на 24 януари 1986 г. Апаратът открива 10 нови спътника на Уран, изследва уникалната му атмосфера, породена от наклона на оста от 97,77° и изследва планетните му пръстени.

## Вояджър 2
По време на първото си прелитане около планетите, Вояджър 2 се доближава най-близо до Уран на 24 януари 1986 година на височина 81 500 km от най-горния слой облаци на планетата.
Уран е третата по големина планета в Слънчевата система. Обикаля около Слънцето на разстояние 2,8 km и завършва една обиколка на всеки 84 години. Продължителността на деня на Уран е 17 часа и 14 минути (измерен от Вояджър 2). Една от най-характерните черти на Уран е наклонът на неговата ос на въртене от почти 90°. Смята се, че необикновеното му положение се дължи на сблъсък с планетоподобно тяло (планетоид) в ранната история на Слънчевата система. Затова на полярните области никога не достига слънчева светлина.

### Магнитно поле
Вояджър 2 открива, че една от най-забележителните характеристики е магнитното му поле, което е наклонено на 60° от оста на въртене на планетата.
Наличието на магнитно поле на планетата е било неизвестно преди пристигането на Вояджър 2. Интензивността на полето може грубо да се сравни с това на Земята, но то се изменя много в различните си точки, което се дължи на изместването на центъра на Уран. Специфичната ориентация на полето предполага, че то се генерира на средна дълбочина във вътрешността на планетата, където налягането е достатъчно, за да стане водата електропроводима.
Радиационнияг пояс на Уран е много подобен на този на Сатурн. Висок слой мъгла е открит на полюса, осветен от Слънцето, който и излъчва големи количества ултравиолетова светлина. Средната температура на повърхността е 60 K. Учудващо, осветените и тъмните полета, а и по-голямата част от планетата показват еднаква температура като на горните слоеве облаци.

### Естествени спътници и планетни пръстени
Вояджър 2 открива 10 нови естествени спътника, с което броят им е 15 по това време. Повечето от тези спътници са малки с диаметър около 150 km.
Миранда, най-вътрешният от петте големи спътника, е обозначен като е едно от най-странните небесни тела, открити в Слънчевата система. На снимките се виждат каньони, дълбоки по 20 km, терасовидно разположени слоеве и смесица от стара и млада повърхност.
Големите пет спътника са ледено-каменни конгломерати като спътниците на Сатурн. На Титания има големи пропаднали системи и каньони, които показват наличие на някаква тектонска активност в историята на спътника. Ариел има най-ярка и най-млада повърхност от спътниците на Уран, като повърхността сочи за някаква геоложка активност. Малка активност се открива и Умбриел и Оберон, като се съди по тяхната стара и тъмна повърхност.
Деветте пръстена, които са познати отпреди, са изследвани от космическия апарат и се оказва, че пръстените на Уран са много по-различни от тези на Юпитер и Сатурн. Най-вероятно планетните пръстени са относително млади и не са се формирали по същото време, в което се е формирал Уран. Частиците, изграждащи планетните пръстени, най-вероятно са остатъци от разрушен спътник при високоскоростен сблъсък или при разкъсване от силите на гравитацията.